# Henriettea seemannii
Henriettea seemannii är en tvåhjärtbladig växtart som först beskrevs av Charles Victor Naudin, och fick sitt nu gällande namn av Louis Otho Otto Williams. Henriettea seemannii ingår i släktet Henriettea och familjen Melastomataceae. Inga underarter finns listade i Catalogue of Life.